# ジュイ＝アン＝ジョザス

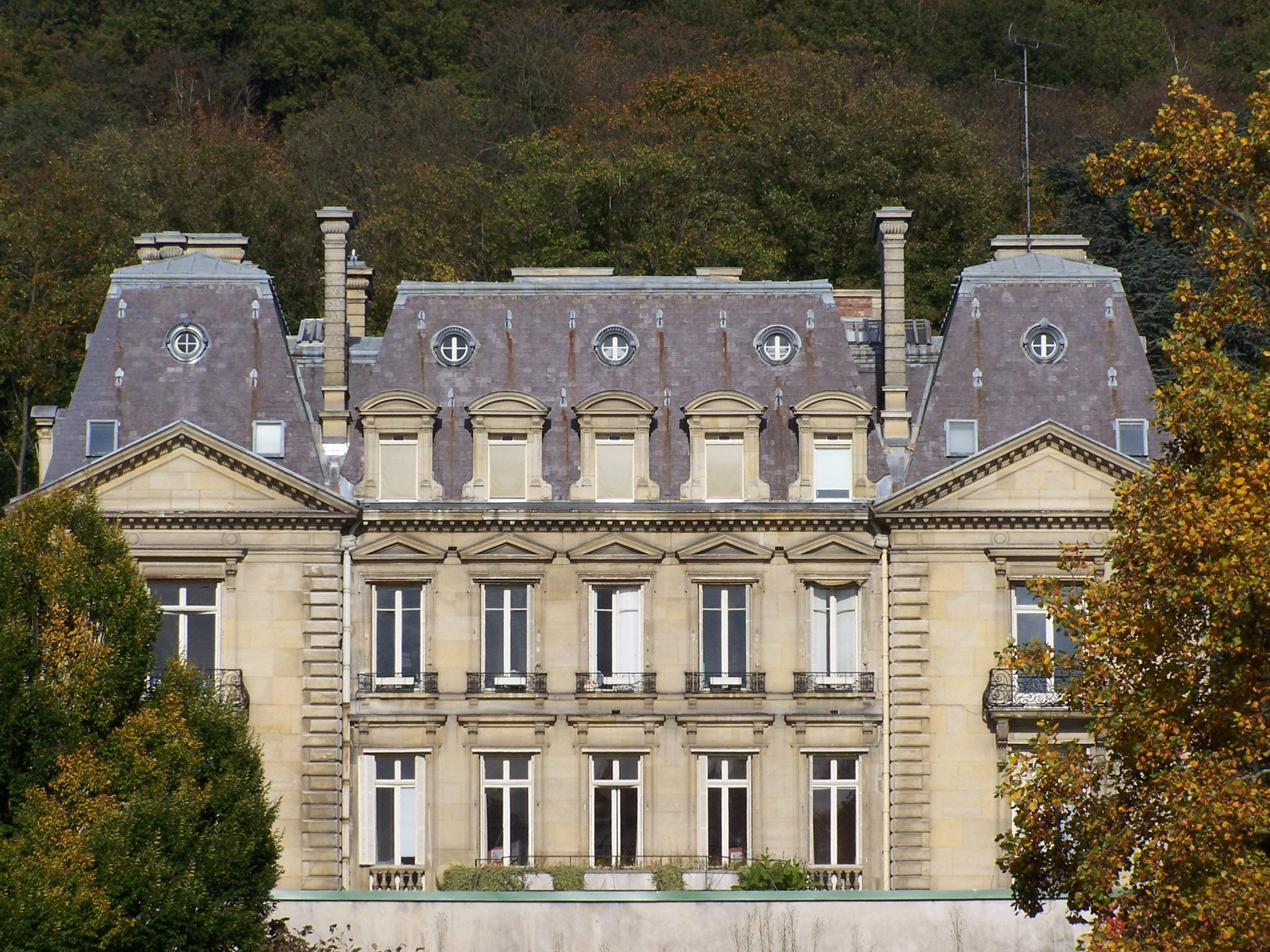
Chateau of Vilvert

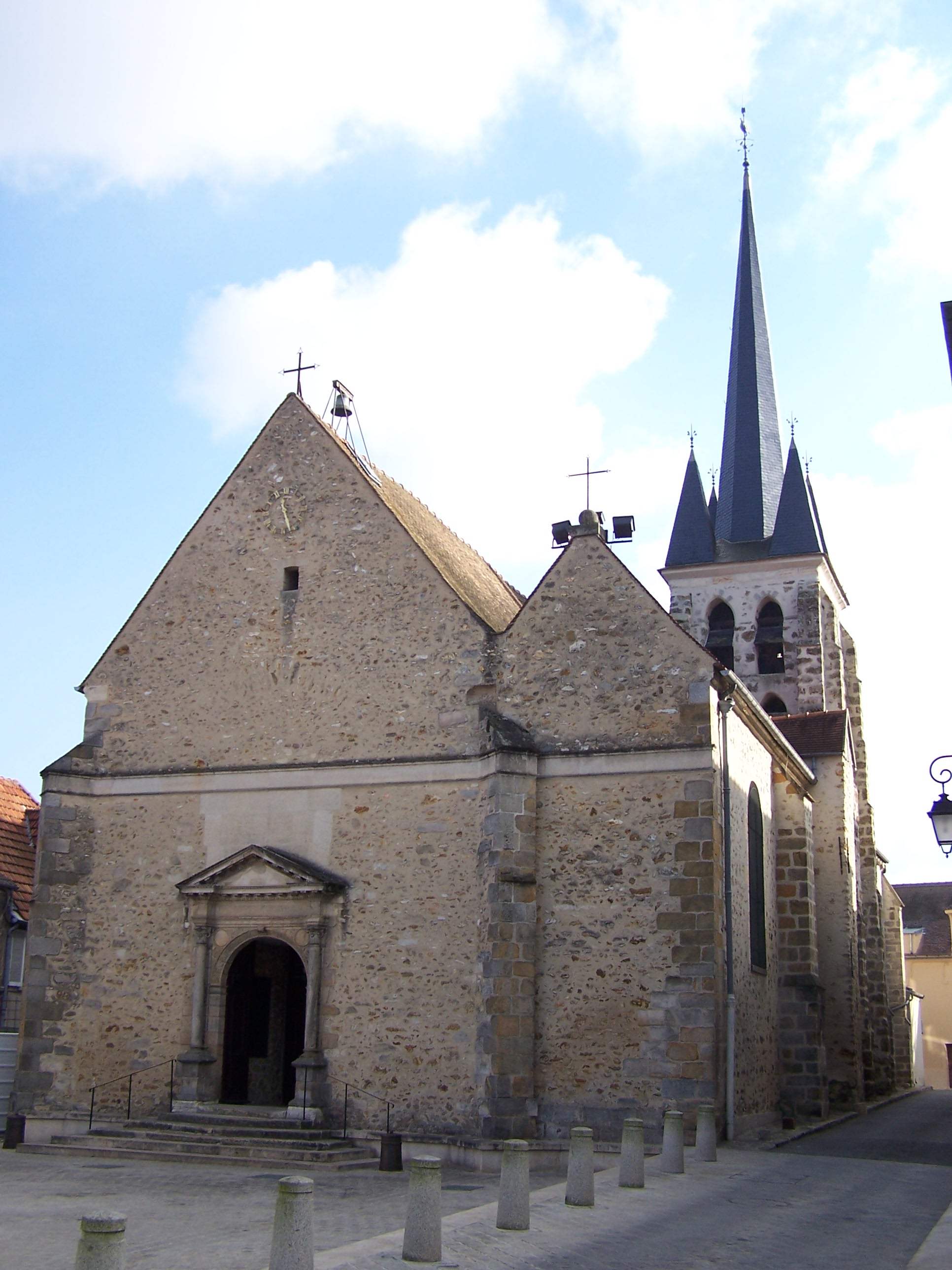
Church of St-Martin

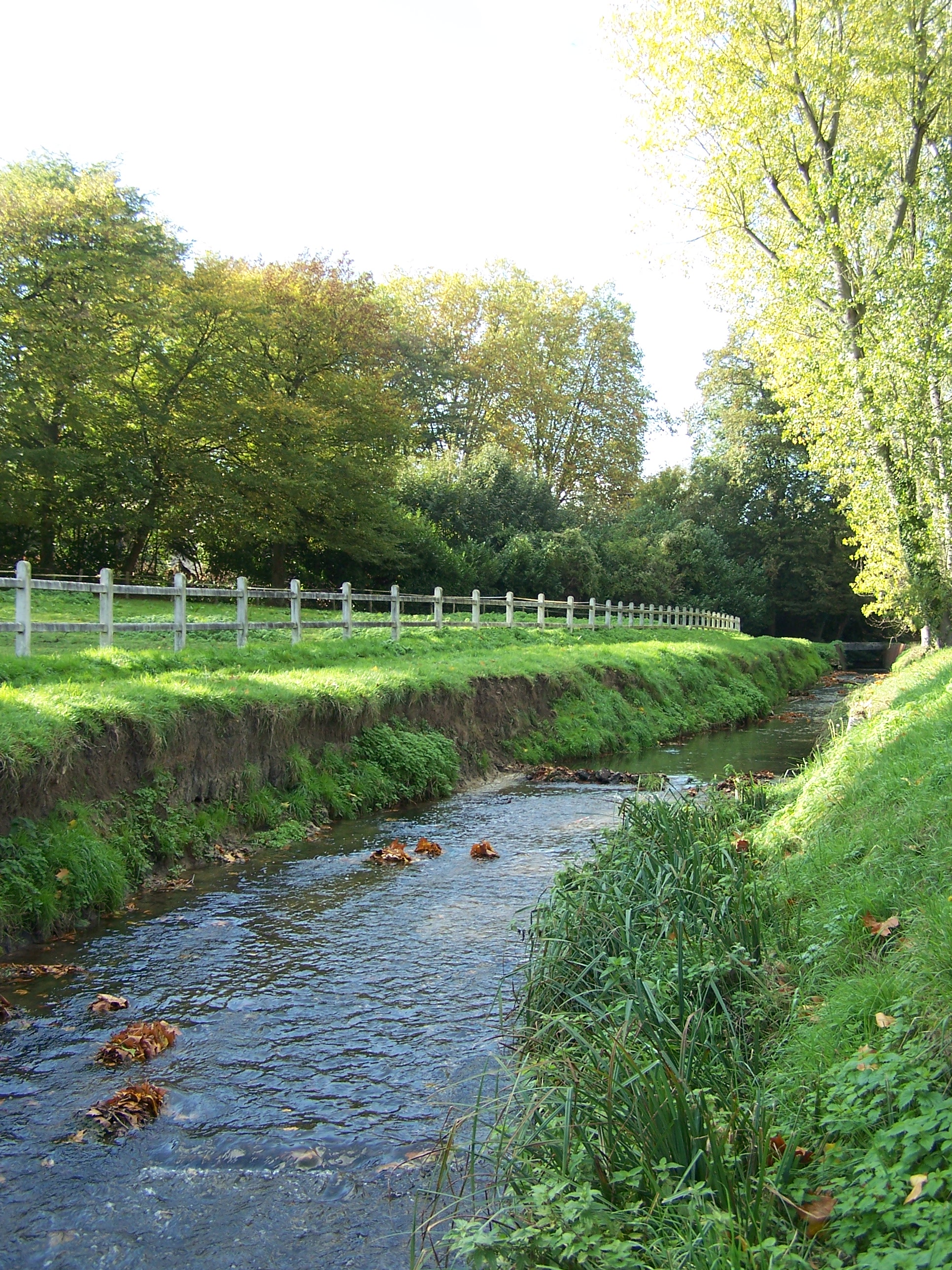
The river Bièvre passing through Jouy

ジュイ＝アン＝ジョザス（Jouy-en-Josas、フランス語発音: [ʒwi ɑ̃ ʒozas] ( 音声ファイル)）はフランス、イル＝ド＝フランス地域圏、イヴリーヌ県のコミューン。住民の呼称はJovaciensまたはJovaciennes。レオン・ブルムは死没地。

## 地理
ヴェルサイユの4キロメートル南東、パリの19キロメートル南西にあり、面積のほぼ半分、約500ヘクタールは、森で覆われている。北東にヴェリジー＝ヴィラクブレ、東にエソンヌ県ビエーヴレ、南に同県サクレー、南西にトゥッシュ＝ル＝ノーブル、西にレ=ロージェ=アン=ジョザス、北西にビュックとヴェルサイユに隣接する。
ジュイ・アン・ジョザスは4キロ南東に位置されヴェルサイユとの19 km南西パリ。
領土のほぼ半分、つまり約500ヘクタールは、森で覆われています。
隣接する市町村はヴェリジー＝ヴィラクブレー北東に、ビエーヴレ（エソンヌ県）東へに、 サクレー（エソンヌ）南に、トゥッシュ＝ル＝ノーブル極度の南西に、レ=ロージェ=アン=ジョザス西へに、ビュック北西にとヴェルサイユ北西に。

## 地名
ジュイは早期de Gaugiacoのラテン語形で証明され9世紀、XI世紀のGaugiacum、XIII世紀のJoi、Joe、1466年のジュイと1498年のJoiacum in vall Galliæ。
ほとんどのようJouy、Joué、Gouy、Gaugeacなど、に基づいて、ガロ・ローマンtoponymicタイプGAUDIACUそれはキリスト教の個人名が続きガウディウス（ラテン語gaudium、gaudia、喜び）、から進行するサフィックス-acumしたがって、「ガウディウスの財産」のグローバルな意味。
ジョサスは、セーヌ川の南に伸びたパリの元教区の大執事の名前でした、14世紀以来、彼は自分自身を「ジョサスの大司教」と呼んでいます。 ジュイは、ウルポワの旧国で、ジョサスの場所のこの決定要因を運ぶ2つのウィクスのうちの1つの名前でした。

## 歴史
ジョザス（Josas）のは、古代の国構成する2つはウィクスの1つの名前だったウルポワを、東北の他ビーイング現在と呼ばれるシャートルの国（Pagus Castrensis）、現在アルパジョン任命されている。それは教会の地区、パリの司教区の3つの大助祭長の1つで、1352年にラテン語のArchidiaconus Josiacensis、1525年にフランス語のJosaysで証明されました。他の2人の大執事はパリとブリーの大執事でした、彼らは、学部長と偉大なカンターに続いて、大聖堂の章の最初のランクを占めていました。ジョザスの大司祭自体には、シャトーフォールとモンレリの2つの首席司祭が含まれていました。
さまざまな発見が町のさまざまな場所にガロ・ローマ文化が存在することを証明しています。その名前は、ディオクレティアヌス時代のドメインのローマ人所有者の名前です：Gaudiacum* (ガウディアクム)、ガウディウスのドメイン。サンマルタンである教会の名前は、古い財団の痕跡である可能性があります。
1759年、ドイツ出身の起業家であるクリストフ・フィリップ・オベルカンフは、ジュイ・アン・ジョサに移り住み、最大1,200人の労働者を雇用するジュイ・ド・ジュイ。 彼は1790年に初代市長になります。会社の衰退は1799年に始まり、特に1815年にナポレオンの崩壊とオベルカンフの死で始まりました。破産は1843年に消費されます。オベルカンフのモットーはRecte et Vigilanterで、これは「義と警戒をもって」。それは紋章の下にそれを含む自治体によって引き継がれました。
カルティエ現代美術財団は、しばらくの間、市の領土に定住し、その後パリを支持しました。
町はHECパリの本部でもあり、1964年に城とその領域にキャンパスを設立し、1955年にパリ商工会議所マレ家から学校とキャンパスを設立するために購入しました。

## 姉妹都市
- メッケスハイム（ドイツ）;
- ボスウェル・ヴィラジュ（スコットランド） ;
- ジフ＝シュル＝イヴェット（フランス）。
- フーンバン（カメルーン）

## 地元の文化と遺産
- サンマルタンドジュイ教会
- クリストフ・フィリップ・オベルカンフの墓。
- シャトー・ドゥ・エグランティン、カンロベール元帥と現在はジュイ美術館によって建てられました。
- シャトー・ドゥ・ジュイ（ジュイ城）。
- シャトー・ドゥ・プチ・ジュイ（プチ・ジュイ城）。
- シャトー・ドゥ・ヴィルヴェル（ヴィルヴェル城）。
- レ・メツ、ヴェルサイユ国有林で広大な開拓地が撮影された、街の北西175 m最高潮に達する樹木が茂った高原。そこにあります：
  - メツ地区。
  - シャトー・ドゥ・モンテベロの城として知られているメツのシャレー。
  - レオン・ブルムの家。と彼のいとこであり、3番目の妻であるジャンヌの家。「と呼ばれる家クロデメス」、メツ高原の4 rue Léon-Blumにあり、訪れることができます。事務所と図書館は同じように保管されています。レオン・ブルムは1950年に亡くなる前に、そこで5年間過ごしました。
- シャトー・デュ・ボワ・デュ・ロシェ、
- シャトー・ドゥ・ヴォボイエン、
- クール・ローランド、
- La Boulieのゴルフコース、
- ヴィルテン農場。
- Long Term Parking（長期駐車場）：アルマンによって建てられた現代美術の記念碑的な作品である; ドメーヌ・デュ・モンセル、カルティエ財団の元本部
- 日本庭園「緑の里」 ‐ シャンパン事業で巨富を築いた両親の遺産で世界旅行をしたウーグ・クラフト(fr:Hugues Krafft)は1882年に日本から大工と庭師を連れ帰り、この村に邸宅と日本庭園を造った[6]。

## 出身者
- イヴリーヌ県